# Universidad de Pavía
La Universidad de Pavía (en italiano: Università degli Studi di Pavia, UNIPV) es una universidad ubicada en la ciudad de Pavía, Italia. Fue fundada en 1361 y está organizada en nueve facultades y en 2022 la universidad fue reconocida por el Times Higher Education entre las 10 mejores de Italia y entre las 300 mejores del mundo.

## Historia
La Universidad de Pavía es una de las más antiguas de Europa. Un edicto emanado del rey Lotario cita una institución de educación superior en Pavía ya establecida en el año 825. Esta institución, dedicada principalmente a ley canónica y civil así como a estudios de teología, fue elegida entonces como un centro educativo de primera línea en el norte de Italia. La Schola Papiense, una escuela de derecho, retórica y artes liberales, en Pavía, capital del Reino de Italia. El emperador nombró director de la escuela al profesor Dungal de Bobbio, monje irlandés, maestro de retórica y ciencia, astrónomo y poeta. Durante todo el período medieval, la escuela de Pavía, con sede en el monasterio de San Pietro in Ciel d'Oro, donde se creó un gran scriptorium, estuvo en floreciente actividad. Del campus de Pavía dependían estudiantes de Milán, Brescia, Lodi, Bérgamo, Novara, Vercelli, Tortona, Acqui, Génova, Asti y Como.

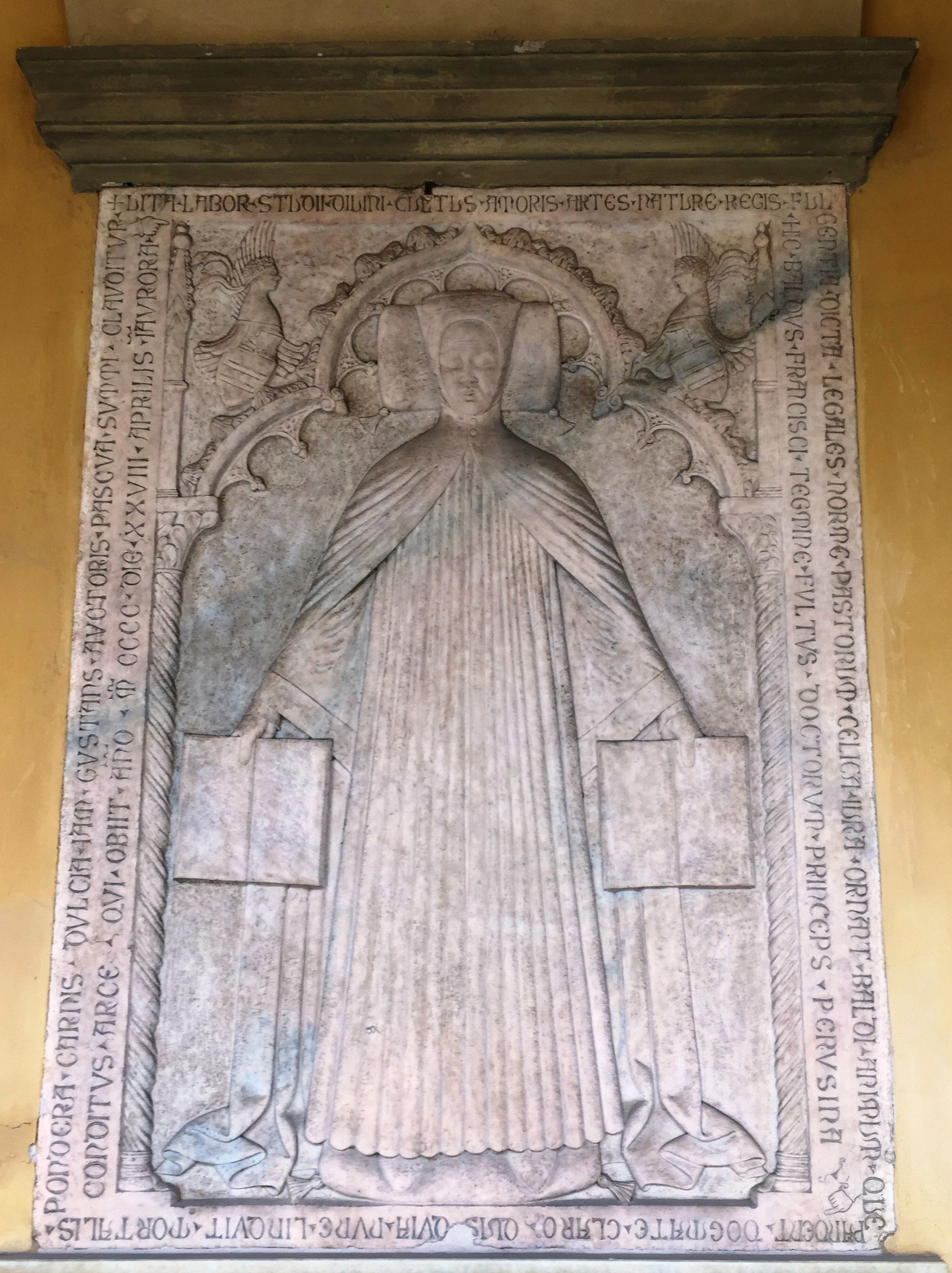
Losa funeraria de Baldo degli Ubaldi (primera mitad del), Pavía, Universidad.

Ampliada y renovada por el duque de Milán, Galeazzo II Visconti, se convirtió en la Universidad del Ducado, habiendo sido establecida oficialmente como un studium generale por el emperador Carlos IV en 1361. En el siglo siguiente fue profesor de la Universidad el afamado médico Benedetto Reguardati.
Posteriormente, en 1389, el Studium fue autorizado por el Papa Bonifacio IX para ejercer la enseñanza teológica. Además, en el mismo año de su fundación, Galeazzo II Visconti emitió un decreto que establecía que todos los estudiantes que vivían en los territorios del Ducado de Milán debían utilizar el nuevo estudio Pavese. Después de períodos intermitentes de crisis, debido a turbulencias políticas y militares, a partir de 1412 la universidad reanudó su funcionamiento regular. El nacimiento de la universidad tuvo un impacto positivo en la economía de la ciudad, atrayendo también a muchos estudiantes nobles y adinerados, provenientes de otros estados italianos y de diferentes países europeos, que se trasladaron a Pavía para estudiar derecho, artes y medicina. El siglo XV también vio la multiplicación de colegios (como el colegio Castiglioni fundado en 1429 por el cardenal Branda Castiglioni) destinados a los estudiantes más pobres, patrocinados por importantes familias milanesas y Pavi y asediados por numerosos nobles y cortesanos que, para entrar en él, hicieron recomendar a los príncipes. En el campo de los estudios filosóficos y literarios, hay que recordar la enseñanza de Lorenzo Valla, en el de derecho, de Baldo degli Ubaldi y Giasone del Maino. En los mismos años, Elia di Sabato da Fermo, médico personal de Filippo Maria Visconti, fue el primer profesor de medicina de la religión judía en una universidad europea, mientras que a partir de 1490 se estableció la enseñanza del hebreo en la universidad.

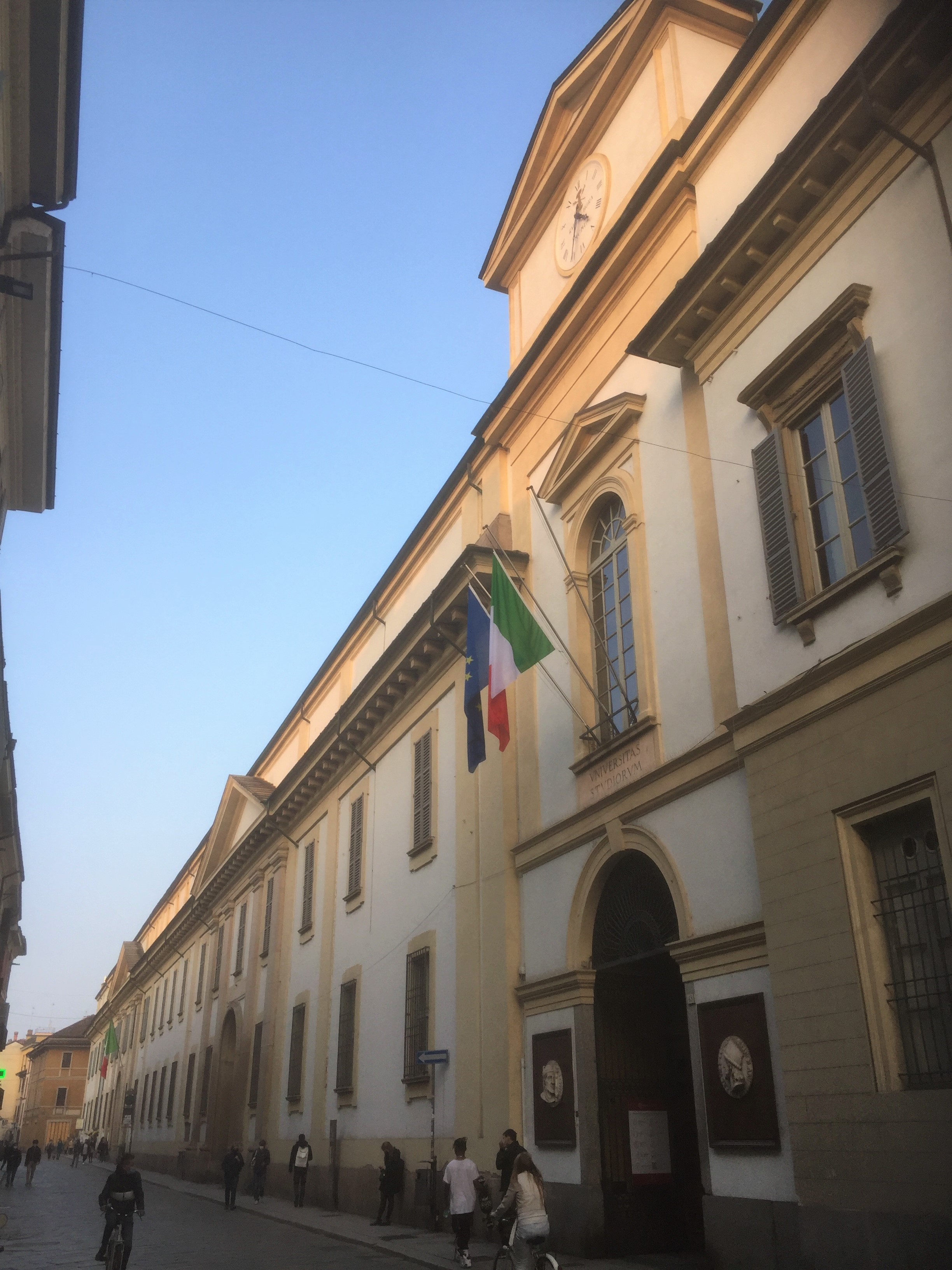
Giuseppe Piermarini, fachada de la universidad, 1771-1773.

La actividad académica sufrió una interrupción abrupta tras los gravísimos daños sufridos por la ciudad por el asedio de un año, sufrido entre 1524 y 1525, resuelto con la Batalla de Pavía. Una situación similar de estancamiento siguió persistiendo en los años siguientes, y la actividad científica y didáctica de la universidad se vio fuertemente afectada. Durante estos años estudió en la Universidad de Pavia Girolamo Cardano, mientras que, probablemente en 1511, Leonardo da Vinci estudió anatomía junto con Marco Antonio della Torre, profesor de anatomía en la universidad y, también en Pavía, enseñó derecho Andrea Alciato.
El renacimiento de la universidad se produjo a partir de la segunda mitad del siglo XVIII, gracias a los soberanos austríacos María Teresa I de Austria y José II, quienes, inspirados en los principios del absolutismo ilustrado, realizaron importantes reformas administrativas, y permitieron el nacimiento de la anatomía anatómica. escuela de Pavía. A finales del siglo XVIII y XIX, la universidad se convirtió en una de las mejores de Europa (y del mundo), con académicos como el físico Alessandro Volta (que también se desempeñó como rector), los anatomistas Antonio Scarpa y Lazzaro Spallanzani, el matemático Lorenzo Mascheroni. También en Pavía, en 1777, se graduó Maria Pellegrina Amoretti, la primera mujer licenciada en derecho en Italia.
La continua presencia de hombres cultos y científicos que escribieron obras célebres y realizaron importantes descubrimientos, tales como Cesare Lombroso, Ugo Foscolo, junto al distinguido historial educativo de la Universidad, incrementaron el buen nombre de la institución. 

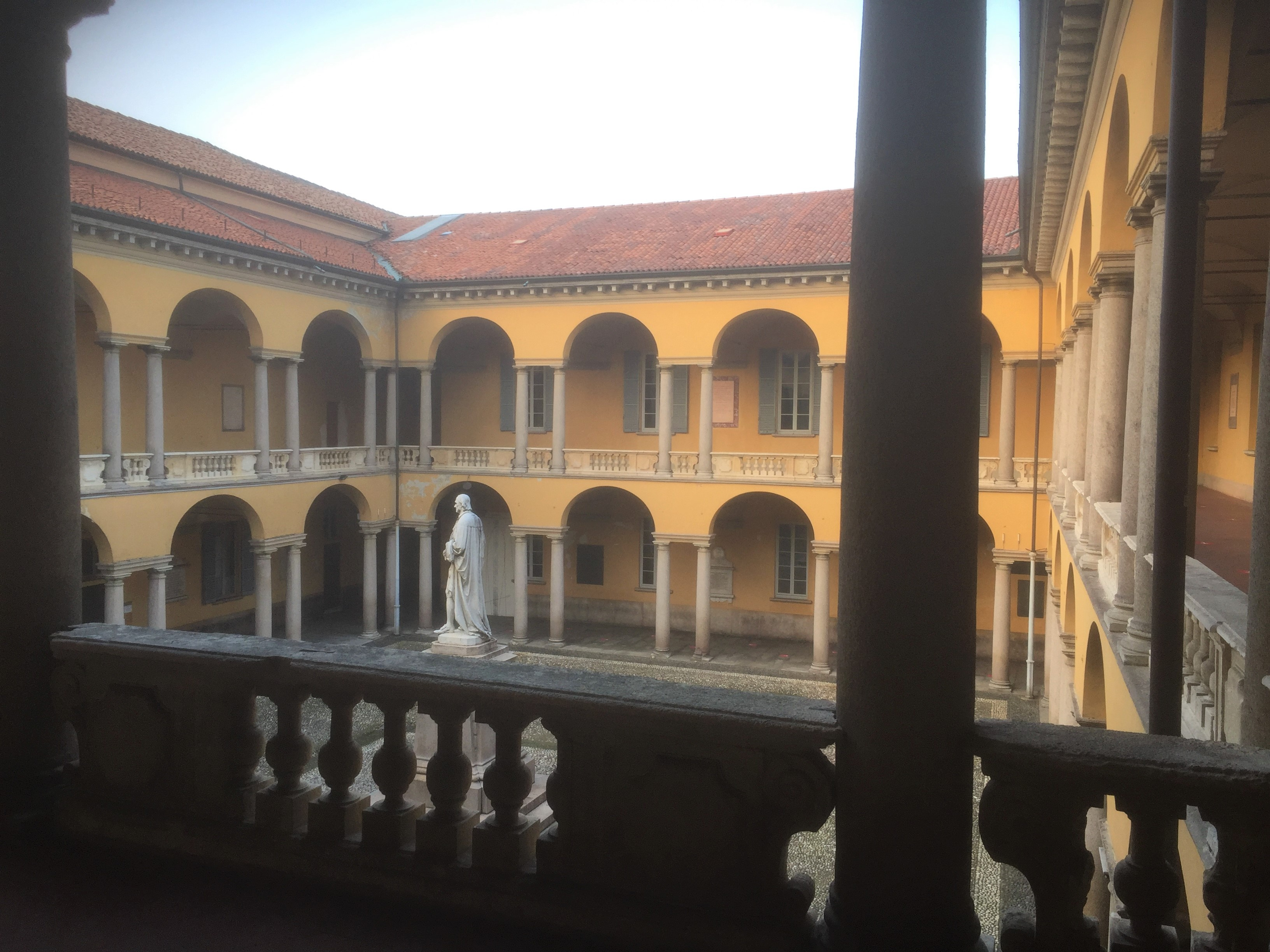
La corte de Volta.

En los primeros años del siglo XX, la Universidad de Pavía fue la primera universidad italiana en recibir el Premio Nobel, en la persona del médico e histólogo Camillo Golgi (en los períodos 1893-96 y 1901-09, máximo cargo de la Universidad). En 1935, para llegar a los institutos universitarios, se activó una prolongación especial del tranvía de la ciudad, en aplicación del convenio entre la administración municipal y la Real Universidad. Desde el final de la Segunda Guerra Mundial, la Universidad de Pavía ha experimentado un nuevo renacimiento, gracias en gran parte a la energía y la iniciativa del rector de la época, Plinio Fraccaro. Durante la década de los setenta, las facultades tradicionales se sumaron a las de economía y comercio e ingeniería. Finalmente, en los años ochenta, la universidad adquirió su fisonomía actual gracias a la construcción de la sede de la Facultad de Ingeniería, nacida de un proyecto del arquitecto Giancarlo De Carlo. Tras nuevas ampliaciones, se creó un campus real que ahora alberga laboratorios de investigación, laboratorios de enseñanza y oficinas para diversos cursos de formación, incluso en el campo científico. El Instituto de Genética Molecular (IGM-CNR) está ubicado en parte de la estructura, anexo al mismo campus. El nombre de "Nave", con el que todos identifican a esta universidad, se debe precisamente a la arquitectura de los edificios que, con plantas asimétricas, evidentes apoyos exteriores y ojos de buey en las puertas, recuerdan la estructura típica de un gran navío. 

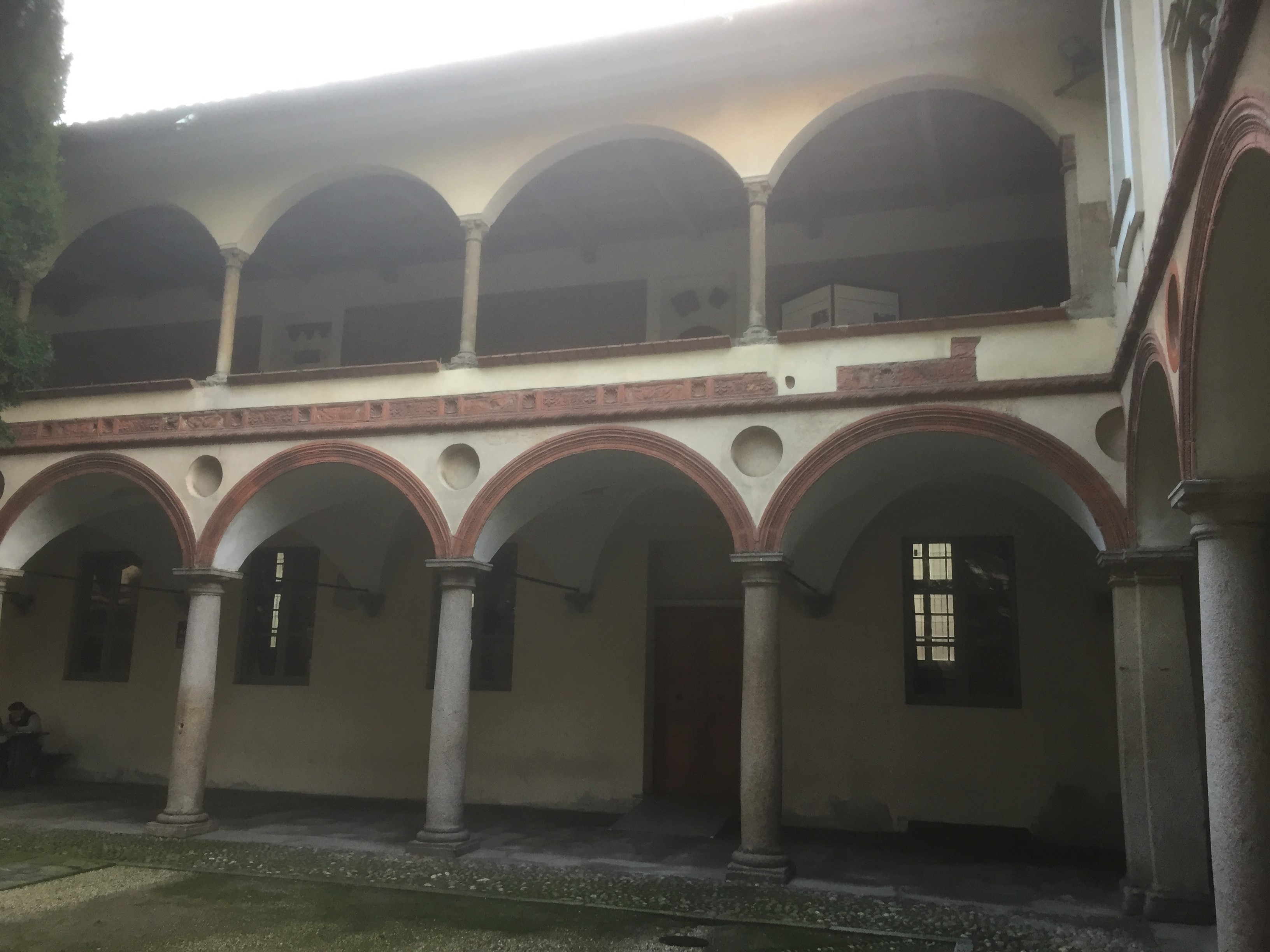
El patio Sforzesco del antiguo hospital de San Mateo.

Residencias escolares públicas y privadas contribuyeron al incremento y mantenimiento de su fama durante siglos. Las residencias más antiguas, llamadas Collegio Borromeo y Collegio Ghislieri, fueron erigidas en el siglo XVI, y en tiempos más recientes se fundaron otras tanto públicas como privadas.
Hoy en día, la Universidad sigue ofreciendo una amplia variedad de enseñanzas disciplinarias e interdisciplinarias. Se lleva a cabo investigación en departamentos, institutos, clínicas y laboratorios, en asociación estrecha con instituciones públicas y privadas, empresas, y fábricas.

## El edificio central de la Universidad

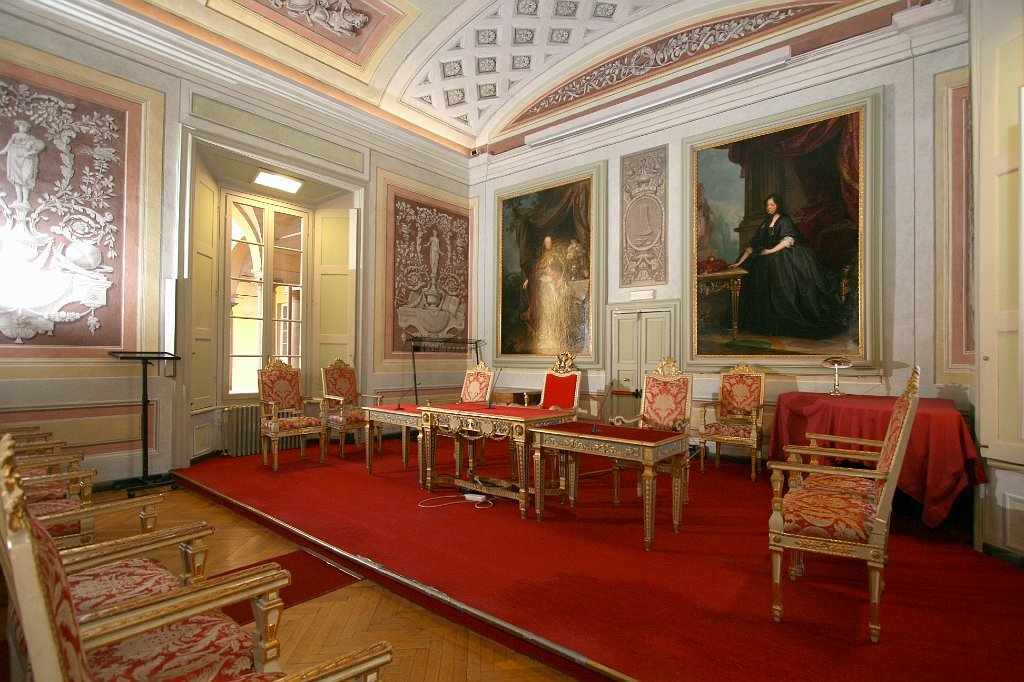
Giuseppe Piermarini, Aula Foscolo, 1775.

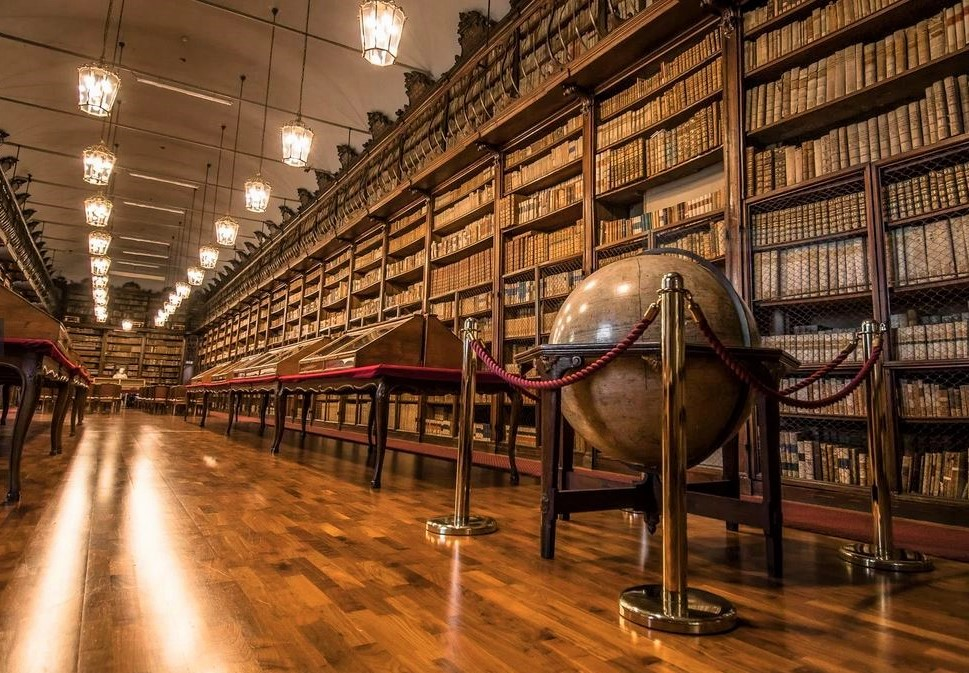
Giuseppe Piermarini, la biblioteca, 1772.

Originalmente, no había un solo edificio destinado a estudios: las clases se impartían en casas particulares y conventos que ofrecieran locales adecuados, o en el mismo edificio del Municipio. Fue solo a fines del siglo XV que Ludovico Sforza atribuyó al Studium un edificio en Strada Nuova que había pertenecido a Azzone Visconti. El edificio, que lindaba con el Hospital San Matteo, tras la reestructuración del siglo XVI (1534) ya tenía dos patios con arcadas superpuestas que corresponden aproximadamente a los de Volta y Caduti en la actualidad. Originalmente los dos juzgados eran conocidos como Legal (Volta) y Medico (Caduti) por las lecciones alojadas en las aulas de ambos lados: el del sur albergaba las lecciones de derecho civil y canónico, mientras que el del norte albergaba los espacios de medicina, filosofía y artes liberales. El Cortile Volta debe su nombre actual a la presencia de la estatua de Alessandro Volta esculpida por Antonio Tantardini en 1878 con motivo del centenario del nombramiento de Volta como profesor de física experimental en Pavía. Volta está representado con una bata profesional con la antorcha en la mano izquierda. En los muros del recinto, bajo el pórtico, se pueden admirar numerosas lápidas y epígrafes conmemorativos. Las más antiguas e interesantes datan de los siglos XV y XVI y están dedicadas a algunos de los maestros más famosos de Pavía.

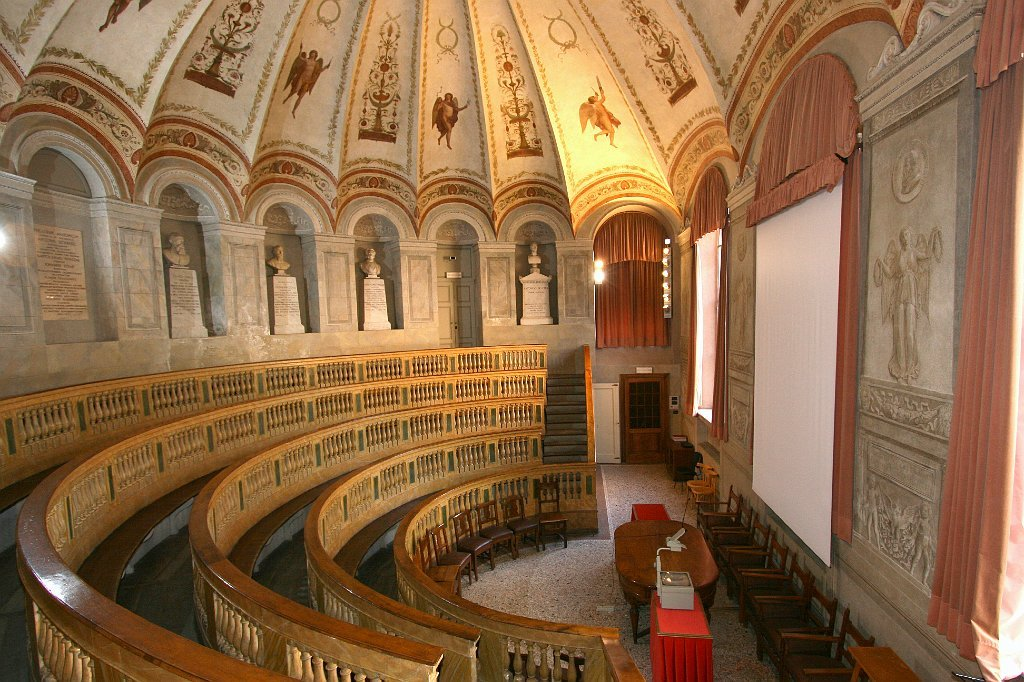
Leopoldo Pollack, Aula Scarpa, 1785-1786.

Entre 1661 y 1671 hubo otra intervención del arquitecto Giorgio Pessina que reorganizó las dobles arcadas añadiendo columnas dóricas acopladas, diseñó balaustradas decoradas con pilares para el piso superior y dio a los arcos un perfil poligonal inusual. En el siglo XVIII, María Teresa I de Austria, como parte de su nuevo plan para una mejor gestión y reorganización de la Universidad, propuso una modernización del antiguo edificio. La tarea fue encomendada al arquitecto Giuseppe Piermarini que se encargó de la fachada y de los patios, donde redondeó los arcos y sustituyó el artesonado de las arcadas por bóvedas. Fue en esta época cuando se construyó la sala Foscolo, que fue decorada en 1782 por Paolo Mescoli.

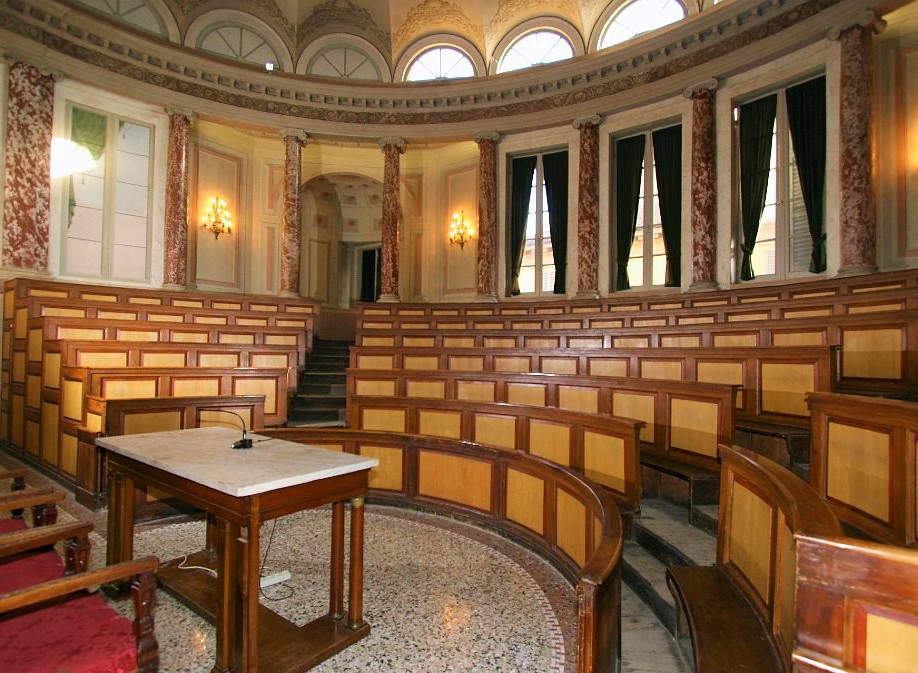
Leopoldo Pollack, Aula Volta, 1787.

En 1783, el emperador José II donó a la universidad el antiguo monasterio de Leano, parte del cual se destinó a la Facultad de Teología para la que Leopoldo Pollack hizo construir un cuerpo autónomo del edificio, articulado en torno a un tercer patio en la línea de los dos originales. , de donde retoma el motivo de la doble logia con columnas dóricas acopladas. Arriba, construyó un teatro físico semicircular, ahora conocido como el aula Volta, similar en estructura al teatro anatómico, ahora aula Scarpa ubicada en el Patio de Medicina. A principios del siglo XIX, la parte sur del monasterio de Leano también fue absorbida por la Universidad y Giuseppe Marchesi completó el brazo de la fábrica hasta vía Mentana. El mismo arquitecto fue el responsable del diseño del nuevo aula magna construido entre 1845 y 1850 bajo la dirección del arquitecto Giovanni Battista Vergani, con un pronaos compuesto por columnas corintias inspiradas en el modelo de un templo griego. En el exterior, el bajorrelieve del tímpano, realizado por el escultor Antonio Galli, representa al rector Alessandro Volta entregando un diploma. Es la sede de los principales actos de la Universidad.
En 1932, después de que los departamentos médicos se trasladaran a su nueva sede en Viale Golgi, la Universidad se expandió aún más y adquirió el gran complejo del siglo XV que una vez perteneció al Hospital San Matteo.
Aulas históricas:
- Aula Foscolo: era el anfiteatro de las facultades de medicina y derecho. Fue construido en 1775 sobre un proyecto del arquitecto Giuseppe Piermarini. En la pared del fondo, dos grandes óleos que representan a María Teresa I de Austria y su hijo José II, ejecutados en Viena por Hubert Maurer en 1779.[10]

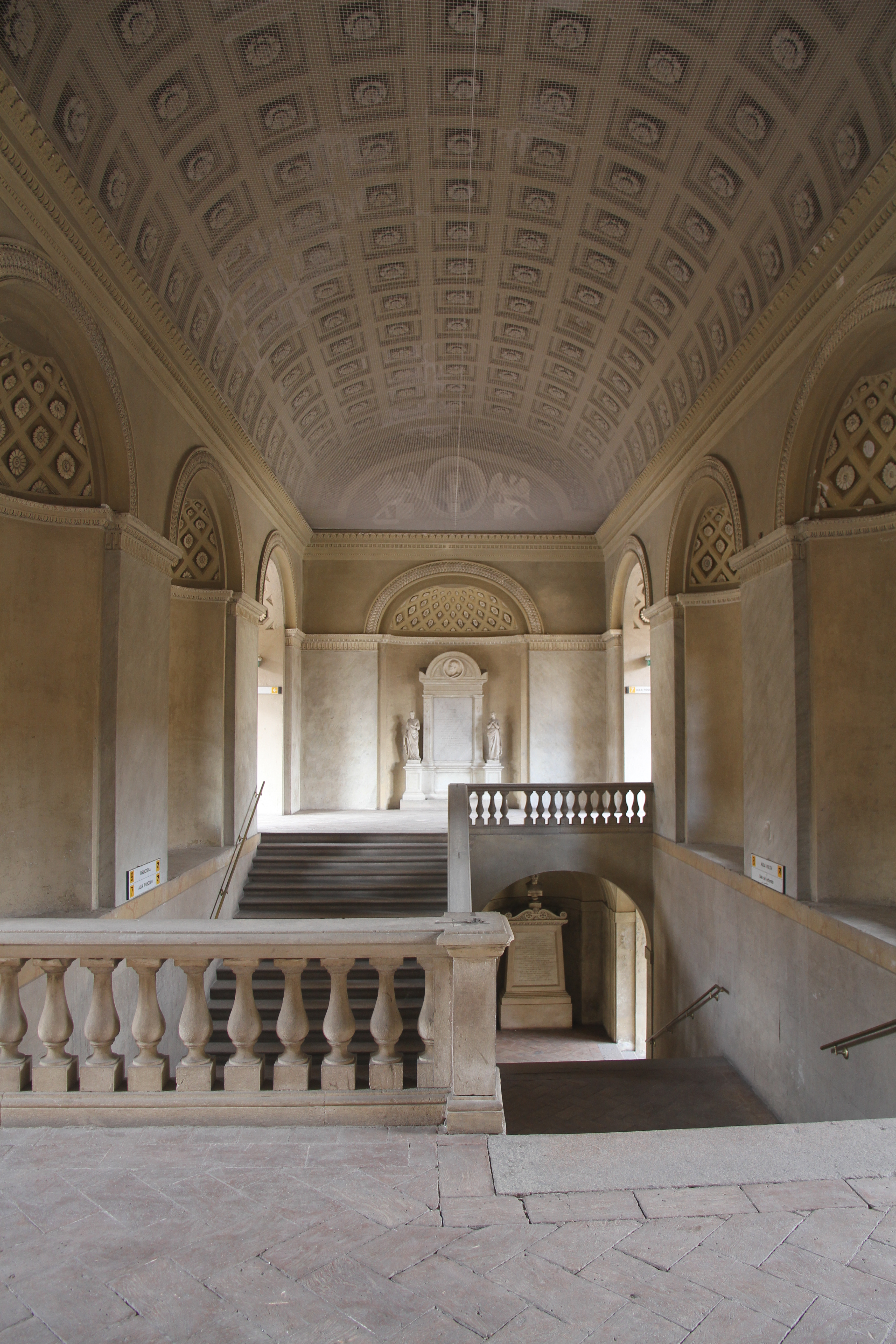
La escalera de la universidad, 1823.

- La escalera de la universidad, 1823.Aula Scarpa: ubicada en la planta baja en la esquina noreste del primer patio. Es el teatro anatómico construido por Antonio Scarpa. Al primer borrador elaborado por Giuseppe Piermarini le siguió el definitivo de Leopoldo Pollack, realizado entre 1785 y 1786. Tiene forma semicircular sobre escalones para permitir a los alumnos asistir a clases de anatomía a partir de la disección de cadáveres. El anatomista Antonio Scarpa fue uno de los primeros en comprender la importancia de un estrecho vínculo entre la medicina y la cirugía. Este último se consideraba una rama menos noble del conocimiento médico, para ser confiada a personas que no eran médicos. Esta innovación está representada alegóricamente por dos hombres en la vela central sobre la silla, que representan a la medicina y la cirugía dándose la mano en un gesto de agradecimiento. En los otros velos, se alternan grutescos con figuras aladas que sostienen las herramientas del oficio de cirujano.[11]
- Aula Volta: en el primer piso en el patio de las estatuas. En esta clase, Alessandro Volta realizó su enseñanza y los primeros experimentos sobre electricidad. Fue encargado por José II, quien encomendó el proyecto a Leopoldo Pollack en 1787. Tiene forma de anfiteatro y presenta trampantojos que prolongan la serie de ventanales en los escalones frente a la silla. El espacio está marcado por medias columnas jónicas que se redondean en la curvatura de los escalones.[12]

## Colegios universitarios
Dès le milieu du XVIe siècle, Pavie comptait deux grands collèges universitaires, l'Almo Collegio Borromeo et le Colegio Ghislieri, qui au XIXe siècle ont joué un rôle important dans la préparation culturelle d'une grande partie de la classe dirigeante et intellectuelle lombarde et italiana.

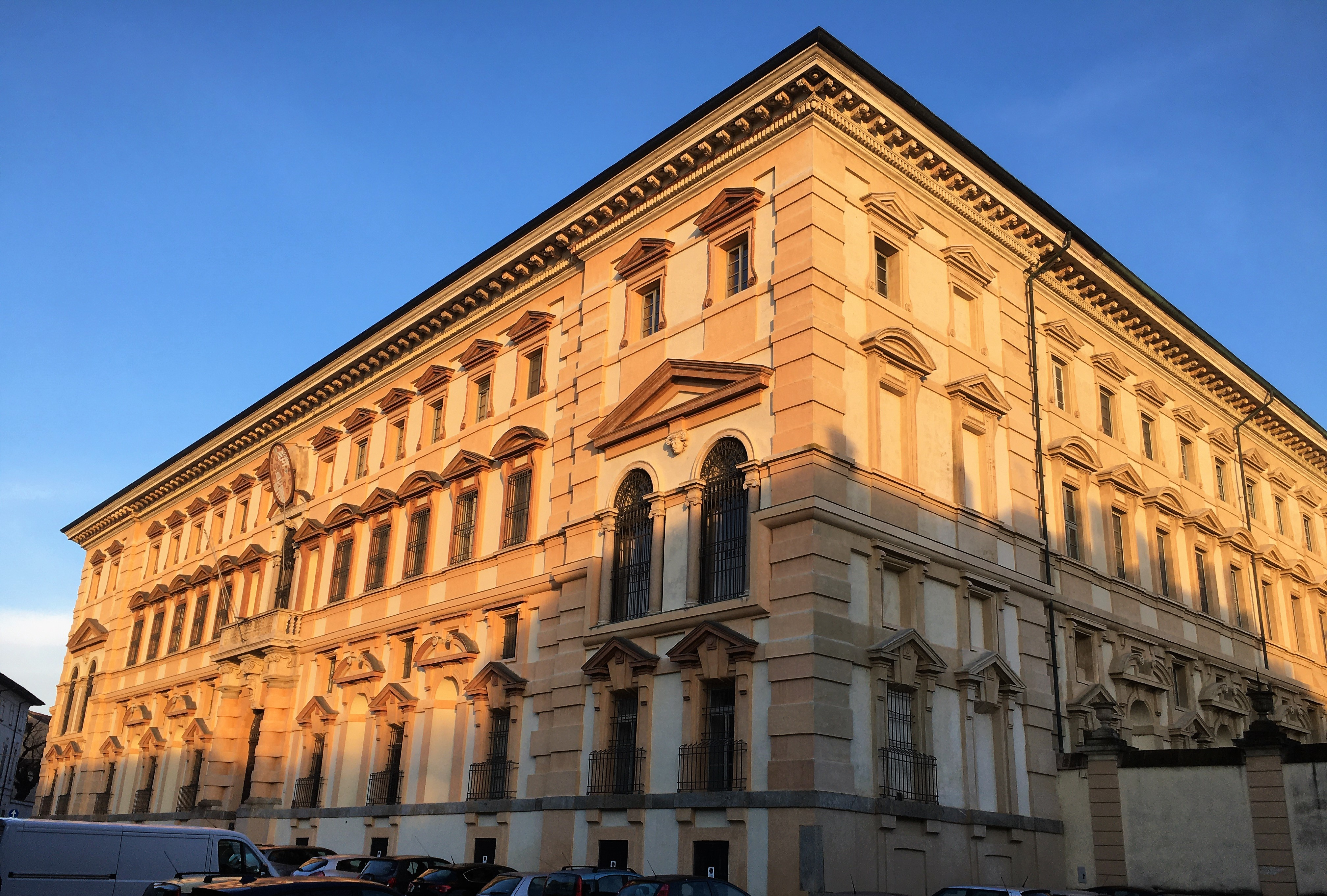
Colegio Borromeo, 1564.

En el plan de fortalecimiento de las estructuras universitarias, después de 1945, un gran desarrollo de este aspecto característico de la vida universitaria en Pavía jugó un papel central gracias al rector Plinio Fraccaro. 
Profundamente insertos en el tejido cultural e histórico de la ciudad, los colegios juegan un fuerte papel de atracción para estudiantes de toda Italia; Fuerte medio de agregación y puente entre la vida académica y social, a la fecha, los colegios se pueden dividir en colegios de mérito, públicos (EDISU) y privados. Los cuatro colegios de mérito son Almo Collegio Borromeo (mixto), Collegio Ghislieri (mixto), Collegio Santa Caterina (femenino) y Collegio Nuovo (femenino): son colegios reservados para estudiantes meritorios, seleccionados por concurso público. Estas cuatro universidades también ofrecen una sección separada o residencia para estudiantes de posgrado. Los colegios administrados por EDISU son Castiglioni-Brugnatelli College (femenino), Cairoli College (masculino), Girolamo Cardano College (mixto), Fraccaro College (masculino), Spallanzani College (masculino), Benvenuto Griziotti College (mixto), Giasone del Maino College (mixto), Lorenzo Valla College (mixto), Alessandro Volta College (mixto) y Camillo Golgi Colleges (mixto), dos residencias universitarias con administración separada. También hay cuatro colegios privados: Maria Ausiliatrice College (femenino), Sant'Agostino College (masculino) y Senator College (femenino). Finalmente, en Cremona, está el Collegio Quartier Nuovo.

## Centros universitarios de investigación
La Universidad de Pavía está orientada a la investigación y hay muchos proyectos de investigación y colaboraciones internacionales en los que participa. Existen varios centros de investigación que, asociados a la universidad, colaboran activamente y permiten su crecimiento científico y cultural. soy un ejemplo:
La fundación EUCENTRE, en el campo de la ingeniería, es una de las mejores excelencias. Creado en 2003 por iniciativa de los miembros fundadores del Departamento de Protección Civil de la Universidad de Pavía, Instituto Nacional de Geofísica y Vulcanología (INGV), el Instituto Universitario de Estudios Superiores de Pavía (IUSS) es una organización sin fines de lucro que promueva y desarrolle la investigación y la capacitación en el campo de la reducción del riesgo, particularmente sísmico.

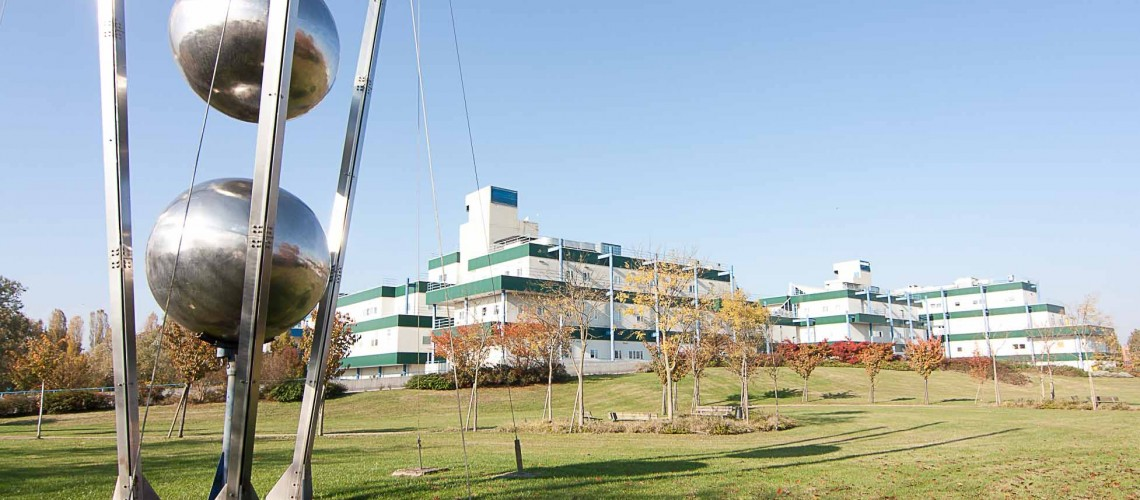
Centro de ingeniería basado en un proyecto del arquitecto Giancarlo De Carlo, 1972.

El Instituto de Genética Molecular (IGM-CNR), nacido en septiembre de 2000 de la fusión de dos centros del Consejo Nacional de Investigación de Pavía: el Instituto de Bioquímica y Genética Evolutiva (IGBE) y el Centro de Estudios de Histoquímica (CSI) . El IGM se dedica a la investigación básica sobre procesos biomoleculares fundamentales.
El Instituto Nacional de Física Nuclear (INFN), creado en 1951, es un organismo público de investigación dedicado al estudio de los constituyentes fundamentales de la materia y realiza investigaciones teóricas y experimentales en el campo de la física nuclear, subnuclear y de las astropartículas, en estrecha colaboración con el mundo académico.
El Centro de Tecnología de la Salud (CHT), un proyecto estratégico de la Universidad de Pavía (que conecta 12 departamentos médicos y científicos, 100 profesores y 200 estudiantes de doctorado), se ocupa de la investigación científica para resolver problemas de salud humana, promoviendo la investigación interdisciplinaria integrando las ciencias básicas. , medicina, farmacología e ingeniería. El proyecto "NATO", pilotado por un grupo de investigación de CHT, fue uno de los experimentos científicos llevados a cabo en órbita dentro de la Estación Espacial Internacional durante la misión Expedition 42/43.

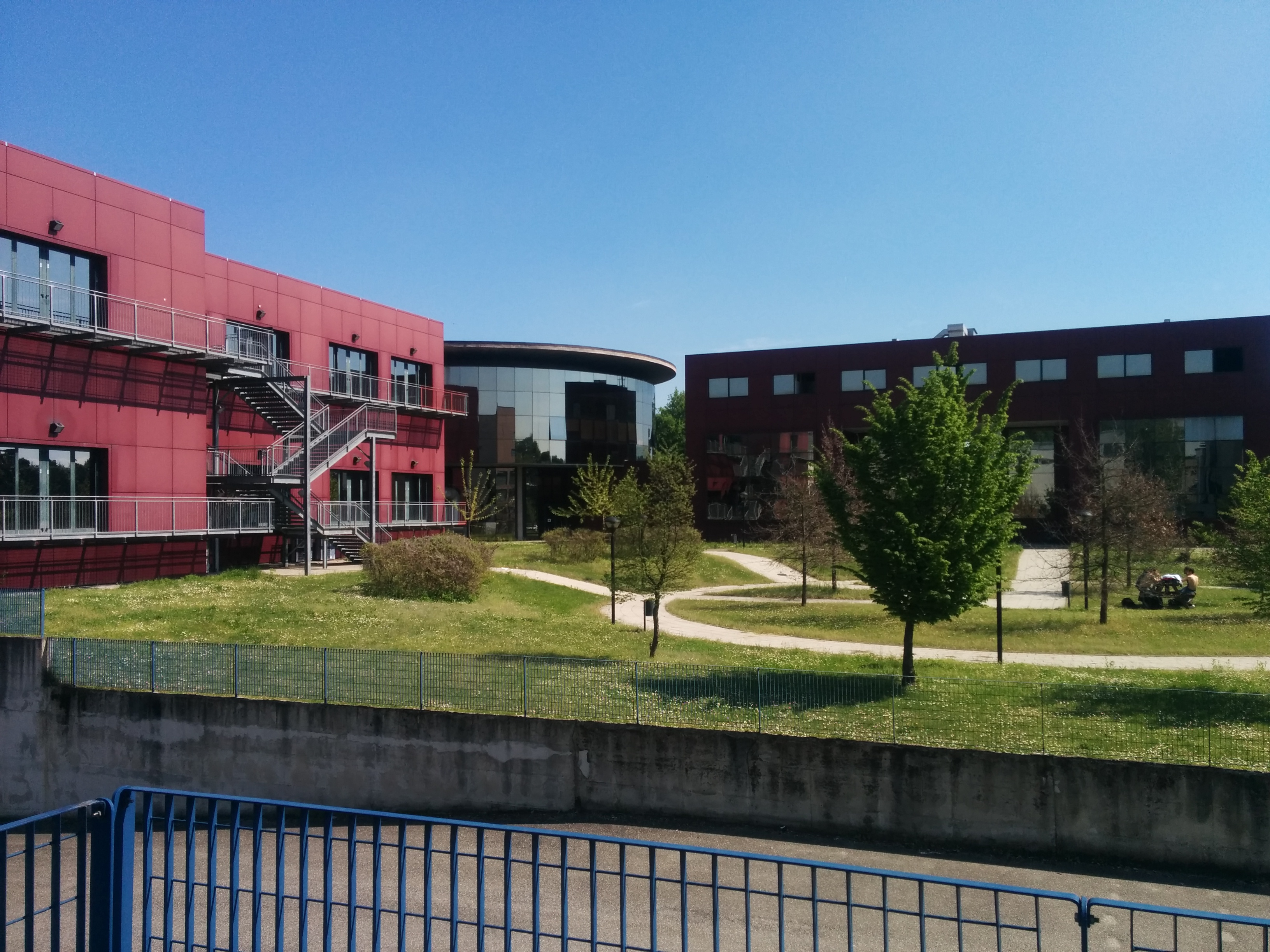
Algunos de los pabellones de las facultades de ciencias.

El Parque Tecnocientífico (PTS), recientemente creado, opera una incubadora de empresas en los campos de la biotecnología y las TIC en la universidad.
El Laboratorio de Energía Nuclear Aplicada (LENA), donde se ubica el reactor de fisión nuclear homónimo, destinado a proyectos de investigación, formación y docencia.
El Centro de Estudios sobre la Tradición Manuscrita de Autores Modernos y Contemporáneos, fundado en 1980 por Maria Corti, conserva y estudia material documental y manuscrito relativo a escritores y científicos e intelectuales en general de los dos últimos siglos, como Eugenio Montale, Carlo Emilio Gadda, Romano Bilenchi, Mario Luzi, Guido Morselli, Alfonso Gatto, Alberto Arbasino, Italo Calvino, Anna Banti, Indro Montanelli, Carlo Levi, Umberto Saba, Tonino Guerra, Salvatore Quasimodo, Mario Rigoni Stern, Ennio Flaiano, Riccardo Bacchelli, Amelia Rosselli , Giorgio Manganelli, Luigi Meneghello, Antonio Pizzuto, Paolo Volponi, Goffredo Parise y Luigi Malerba.

## Museos
El "Sistema de Museos Universitarios" se creó en enero de 2005 con el objetivo de reunir todos los museos y colecciones de la Universidad de Pavía. En particular, la Universidad acoge con beneplácito:
- Museo de historia de la Universidad de Pavía: tiene dos secciones principales, la de medicina y la de física. El recorrido, a través de la exposición de las herramientas utilizadas por los grandes maestros del pasado, da testimonio de la evolución del estudio y la enseñanza de estas ciencias.[23] Pila voltaica, Museo de Historia de la Universidad de Pavía.

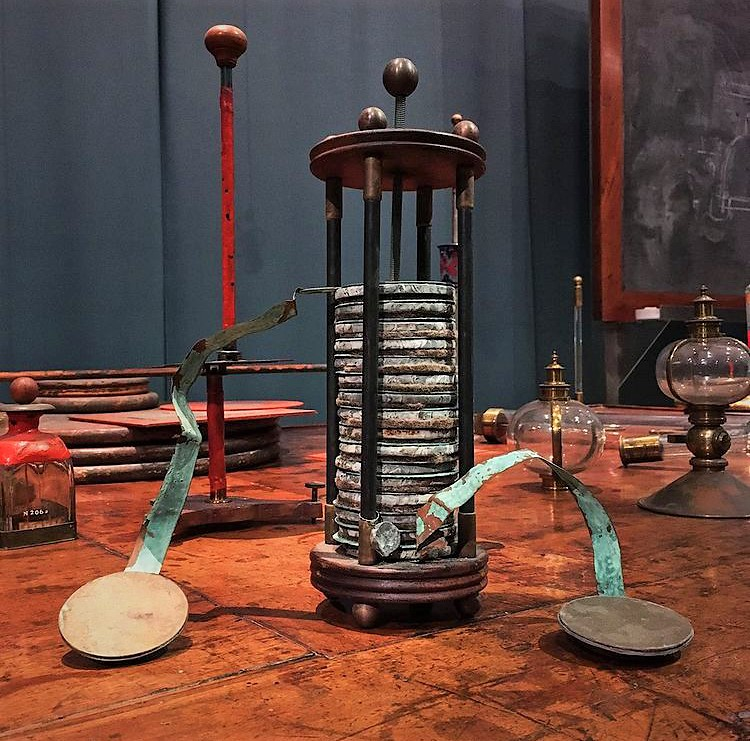
Pila voltaica, Museo de Historia de la Universidad de Pavía.

- Museo de Historia Natural de Pavía: creado con fines didácticos por Lazzaro Spallanzani en 1771 gracias a un primer núcleo de minerales enviado como regalo por la emperatriz María Teresa  I de Austria. La sección de Anatomía Comparada se añadió a la de Mineralogía y Zoología en 1778. La fama del Museo, que ya contaba con más de 24.000 ejemplares en 1780, inspiró al poeta y matemático Lorenzo Mascheroni con algunos versos del poema didáctico Invito a Lesbia Cidonia.[24]
- Museo de Tecnología Eléctrica: creado en 2006, gracias a las donaciones de Edison, Enel y numerosas empresas del sector. Un homenaje permanente a Alessandro Volta (inventor de la batería eléctrica, profesor y rector de la universidad), presenta el patrimonio histórico de la tecnología eléctrica y su impacto en todos los aspectos de la vida cotidiana desde los orígenes de la electricidad hasta nuestros días.[25]
- Museo de Mineralogía, guarda colecciones de minerales, rocas y fósiles de los yacimientos italianos y extranjeros más famosos. El museo cuenta con unas 10.000 piezas y está dividido en dos secciones, Mineralogía-Petrografía y Geología-Paleontología.[26]

- Museo Camillo Golgi: creado en 2012 y dedicado a la figura de Camillo Golgi (1843-1926), Premio Nobel de Medicina e inventor de la reacción negra, método histológico, considerado la base de la neurociencia moderna.[27]

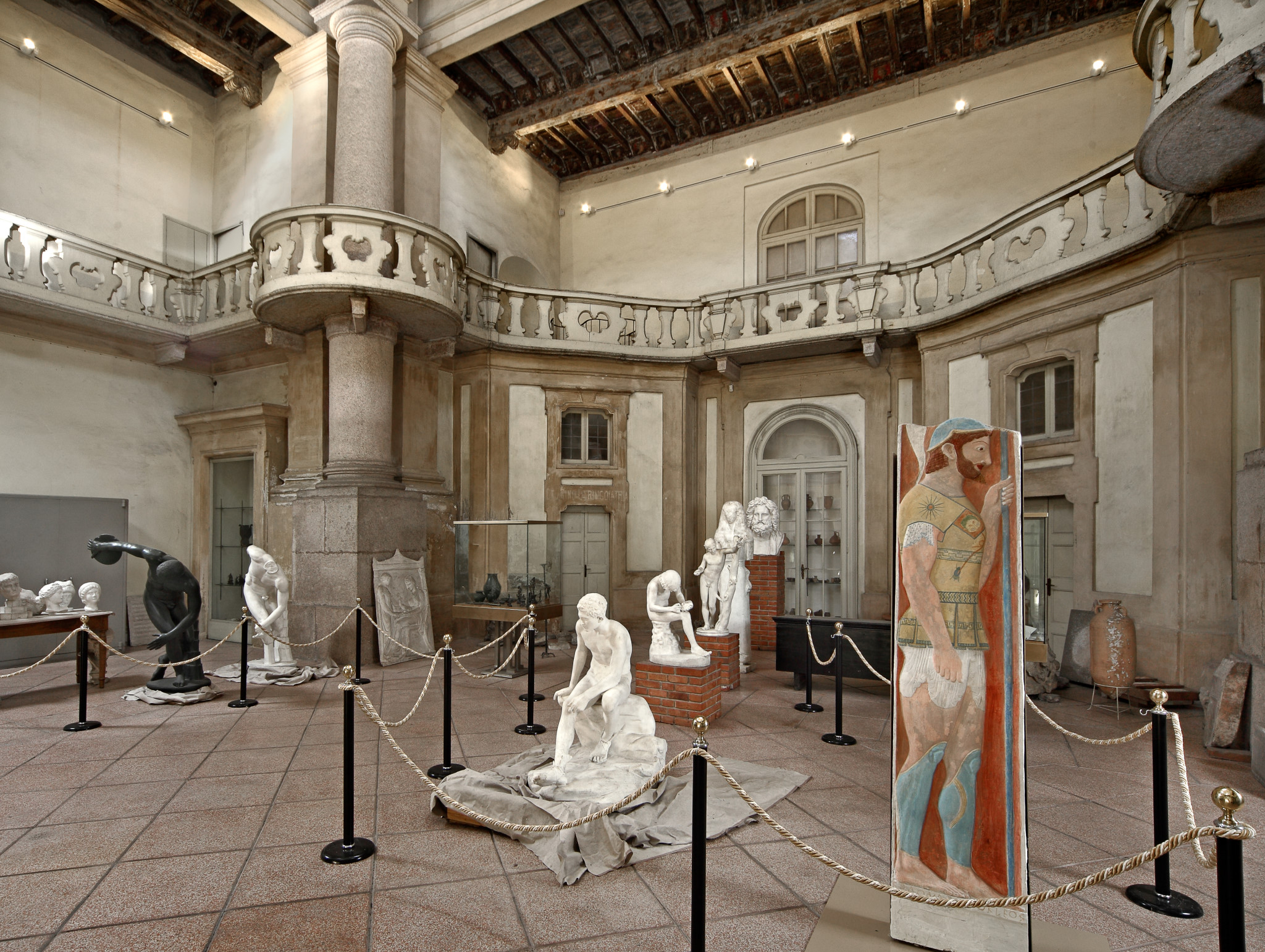
Museo Arqueológico, 1819.

- Museo Arqueológico, 1819.Museo Arqueológico: incluye colecciones didácticas de diferentes épocas (desde la prehistoria hasta la antigüedad tardía), incluyendo una pequeña sección egipcia. Entre las exhibiciones hay esculturas, capiteles, jarrones y monedas. El primer núcleo de la Colección fue constituido por el profesor de arqueología Pier Vittorio Aldini en 1819. El museo está instalado en la sala de cruceros del antiguo hospital San Matteo, accesible por el pasaje entre el patio de las Magnolias y la corte Sforzesco.[28]
- Jardín botánico de Pavía: creado en 1773. Se extiende sobre un área de aproximadamente 2 hectáreas e incluye los invernaderos, el edificio histórico y el arboreto dedicado a las colecciones de plantas vivas al aire libre. Las colecciones son en parte temáticas y en parte representativas de zonas geográficas. El invernadero más antiguo está dedicado al primer director del Museo, Antonio Scopoli. De la planta original queda un plátano de 45 metros de altura, cuya circunferencia en la base supera los 7 metros.[29]

## Organización

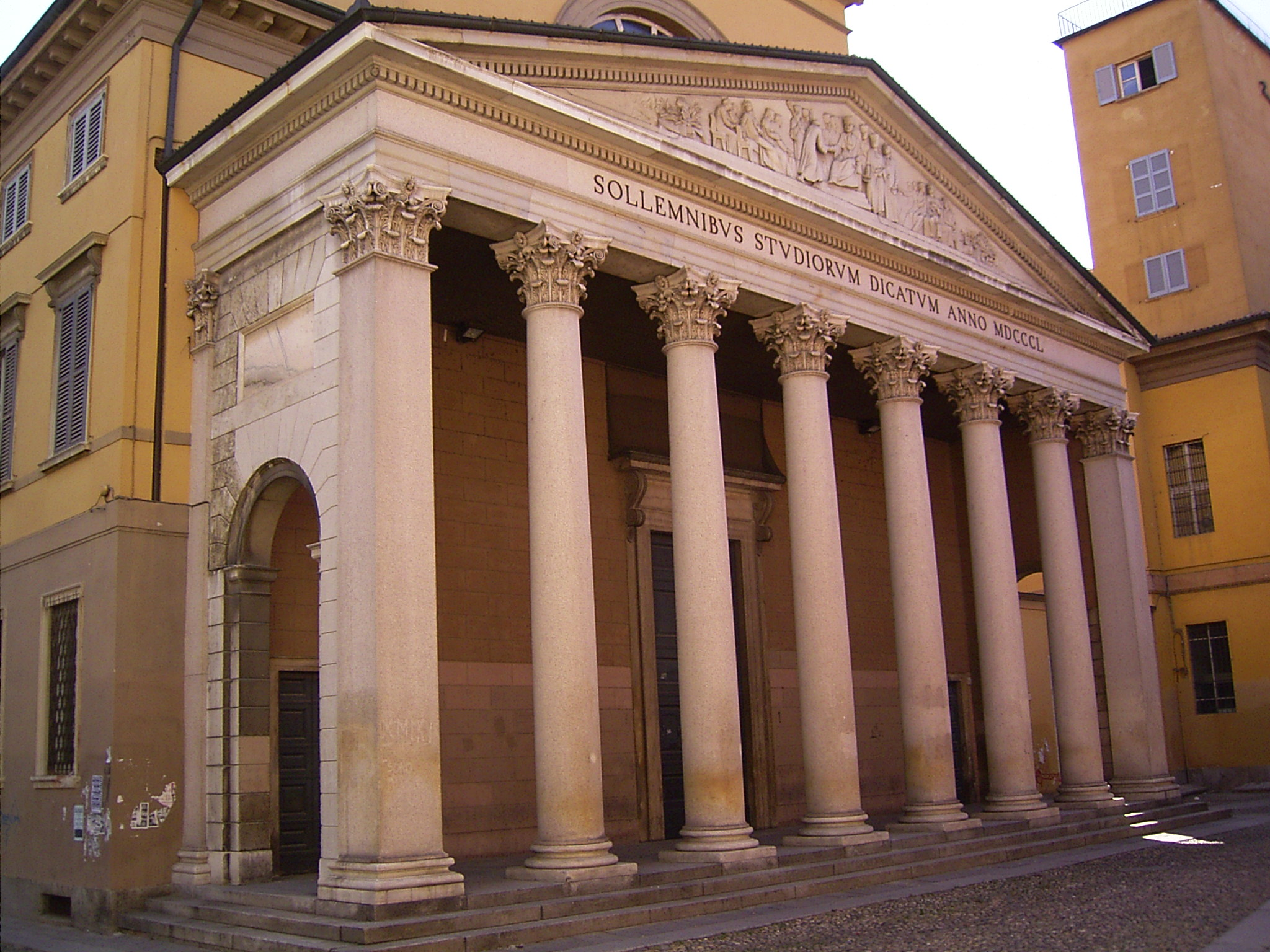
Aula Magna de la Universidad de Pavía (1850).

Estas son las 9 facultades en las que se divide la Universidad: 
- Facultad de Economía
- Facultad de Ingeniería
- Facultad de Humanidades
- Facultad de Derecho
- Facultad de ciencias Físicas, naturales y Matemáticas
- Facultad de Medicina
- Facultad de Musicología
- Facultad de Farmacia
- Facultad de Política